# Адакс антилопа
Адакс или адакс антилопа (лат. Addax nasomaculatus) је афричка врста антилопе. 

## Угроженост
Ова врста је крајње угрожена и у великој опасности од изумирања.

## Распрострањење
Ареал адакса обухвата већи број држава. Присутан је у следећим државама: Мауританија, Чад, и Нигер, док је присуство у Малију непотврђено. Адакс се сматра изумрлим у Либији, Алжиру, Египту, Судану, Мароку, Западној Сахари.
Врста је реинтродукована у Мароко и Тунис.

## Станиште
Станишта врсте су планине, екосистеми ниских трава и шумски екосистеми и пустиње.